# 32 Old Slip
32 Old Slip, abreviado a veces como 32OS, anteriormente conocido como One Financial Square, es un rascacielos situado en el Distrito Financiero de Nueva York. Completado en 1987, tiene 36 plantas y 175,26 metros de altura. El edificio fue concebido por el estudio de arquitectura Edward Durell Stone & Associates y es de estilo posmoderno. Su fachada destaca por el contraste entre el azul del muro cortina de cristal y el blanco del granito que reviste la misma. En 2012 sufrió daños de consideración debido a los efectos del huracán Sandy, lo que provocó que su valor de mercado se redujera un 21,6 % interanual.

## Historia
En el solar donde se construyó el edificio se encontraba la United States Assay Office, la última refinería pública de oro de los Estados Unidos. También fundía monedas dañadas e incineraba papel moneda en mal estado. En 1983, la Casa de Moneda de los Estados Unidos puso en subasta esta propiedad de 3918,3 metros cuadrados. La venta empezó con una oferta de tres millones de dólares y la puja ganadora fue la de HRO International Ltd., una promotora de Nueva York, de 27 millones de dólares. Esta venta marcó el récord del precio más alto pagado en una subasta pública por un inmueble propiedad del gobierno de los Estados Unidos, superando los tres millones de dólares pagados por un arsenal de Filadelfia. El edificio de la United States Assay Office fue demolido en 1986.
En 1987 HRO International decide construir un rascacielos de 36 plantas con el nombre de One Financial Square. Paramount Group compró el edificio por 135 millones de dólares en 1995, y en agosto de 2007 fue vendido a Beacon Capital Partners por 751 millones de dólares, una de las mayores transacciones registradas en un inmueble de Lower Manhattan. En abril de 2015 RXR se hace con la propiedad del inmueble por 675 millones de dólares. Dos meses más tarde, dicha empresa vendió la parte correspondiente al suelo y subsuelo por 197,5 millones de dólares a una empresa formada por Melohn Properties y David Werner, que irá destinada al pago del crédito hipotecario pendiente—325 millones de dólares a favor de GE Capital—.
Al igual que muchas otras edificaciones de Lower Manhattan, el 32 Old Slip sufrió los efectos de las tormentas causadas por el huracán Sandy en 2012. A diferencia de la mayor parte de los rascacielos de la ciudad, este edificio fue diseñado para resistir un terremoto de gran magnitud, lo que hizo que fuera menos propenso a sufrir inundaciones. En parte por los daños causados por este huracán, el valor de mercado asignado al rascacielos por los asesores de la ciudad de Nueva York descendió 65,7 millones de dólares o un 21,6 % con respecto al año anterior, lo que supone un menor pago del impuesto de bienes inmuebles. En 2013 se renovó el inmueble introduciendo mejoras como barreras contra las inundaciones y mejorando las bombas y los sistemas de tuberías para protegerse frente a futuras tormentas.

## Arquitectura
El edificio fue proyectado por el estudio de arquitectura Edward Durell Stone & Associates y es de estilo posmoderno. Conforme se eleva, este inmueble de 36 plantas se transforma de manera escalonada de un rectángulo achaflanado a un octógono, alcanzando una altura máxima de 175,2 metros. La fachada inferior está revestida de granito y en ella se alterna el blanco de esta piedra con el azul oscuro de los cristales. La parte superior está recubierta en su totalidad por un muro cortina de cristal tintado.
El rascacielos posee 107 900 m² de superficie bruta alquilable. El interior tiene plantas diáfanas (no obstruidas por columnas) y un vestíbulo de altura triple. Cuenta con un total de 26 ascensores de alta velocidad y un garaje subterráneo con 104 plazas de aparcamiento. La planta baja y la parte trasera del edificio tienen una arcada privada y una plaza urbana de 550 m², que cuenta con árboles, bancos de piedra, y una pequeña fuente ornamental desbordante.
La base presenta una columnata neoclásica de planta rectangular revestida en granito, que encierra una arcada exterior de 12 metros con aberturas rectangulares que forman un claristorio en la parte superior. El material y la textura de la base es un gesto de respeto al inmueble que alberga el First Police Precinct Station House, situado a su lado y catalogado Monumento Histórico Nacional. La entrada a las premisas se realiza por tres de las cuatro esquinas —la cuarta es el acceso al garaje—, atravesando las partes diagonales del muro cortina, que están retranqueadas respecto al muro exterior, dejando que las columnas de las esquinas se extiendan a través del espacio del atrio. Las columnatas y aperturas se repiten en los muros exteriores del vestíbulo, no obstante están realizadas en un acabado esmaltado. El vestíbulo tiene la misma altura que el atrio y está decorado con mármol marrón, el pavimento del suelo en tonos claros y los muros del hall de los ascensores en tonos oscuros.

## Inquilinos reseñables

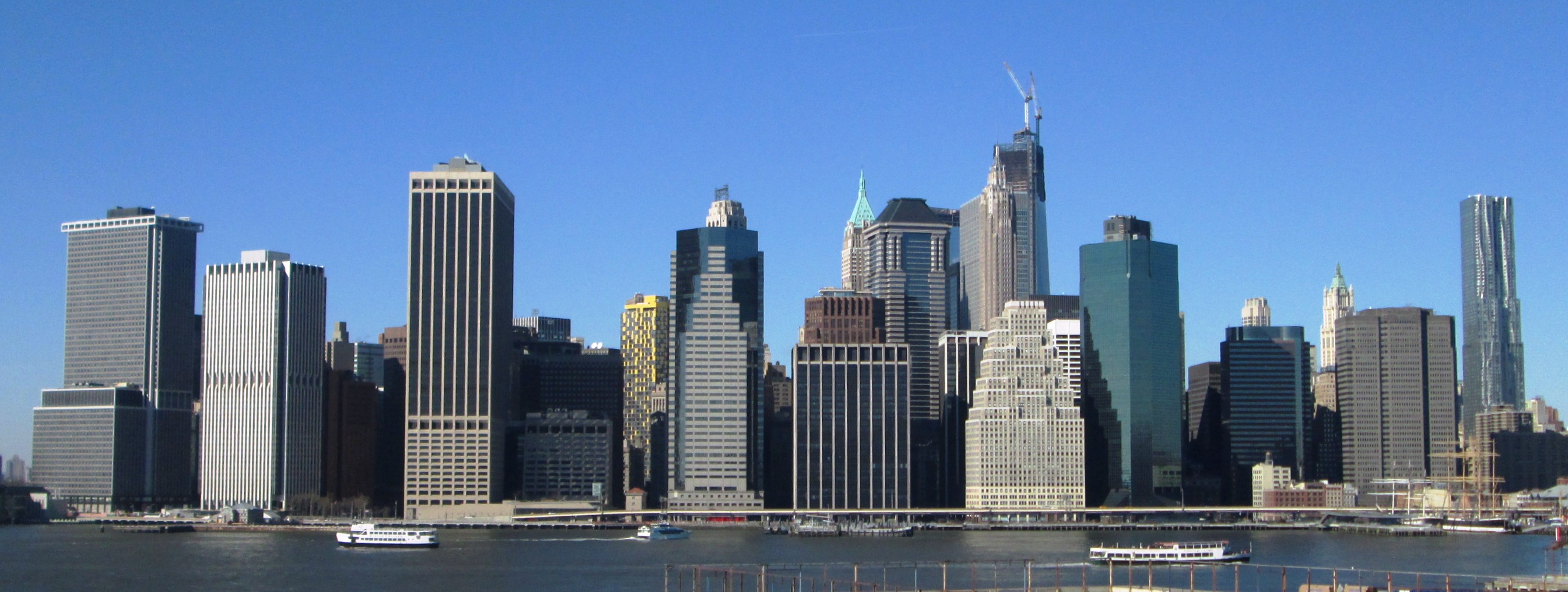
Vista de Lower Manhattan desde el Brooklyn Heights Promenade.

A fecha de junio de 2015, el 90 % de la superficie total se encontraba arrendada. Entre los inquilinos del edificio se encuentran la aseguradora internacional AIG Global Real Estate, el banco de inversión Goldman Sachs, la oficina regional de Nueva York del Censo de los Estados Unidos y el Departamento de Bomberos de la Ciudad de Nueva York, que se sitúa en la parte de la planta baja que da a South Street.